# Семенівка (Бурятія)
Семенівка (рос. Семёновка) — село Кяхтинського району, Бурятії Росії. Входить до складу Кударінського сільського поселення.
Населення — 89 осіб (2010 рік).